# 이정우 (1981년)
이정우(1981년 ~ )은 대한민국의 배우이다.

## 학력
- 호남대학교 다중매체학부

## 연기 활동

### 영화
- 2014년 《비밀리애》 ... 조승훈 역
- 2014년 《욕망의 독: 중독》 ... 경철 역
- 2014년 《설계》 ... 건달 역
- 2014년 《수상한 그녀》 ... 씩스팩스 3 역
- 2007년 《내 여자의 남자친구》 ... 선수 역
- 2007년 《램프의 요정》 ... 기범 역
- 2007년 《니 말을 믿으라는 거야?》
- 2006년 《잔혹한 출근》 ... 호태 역
- 2004년 《여우 사이 - 여기서 우리의 사랑을 이야기하자》 ... 인수 역

### 드라마
- 2011년, GTV 《우리가 연애를 못하는 이유》 ... 제이 3 역
- 2009년, E채널 《기담전설 2 - 소름》 ... 고 상병 역
- 2008년, OCN 《3인3색 감독전 - 로드스타》 ... 김지경 역
- 2007년, OCN 《그녀들의 특별한 사랑 愛》
- 2005년, MBC 《한뼘 드라마 - 꽃피우는아이》
- 2004년, MBC 《회전목마》
- 2003년, MBC 《베스트극장 - 아내의 커밍아웃?》

### 연극
- 《내겐 너무 살벌한 그녀》 - 채무 역